# Ford LT
Ford LT (иногда называвшийся Dagenham) — 1,6-литровый рядный четырёхцилиндровый дизельный двигатель внутреннего сгорания, устанавливавшийся на Ford Escort и Ford Orion. Также устанавливался на Ford Fiesta Mark 2.

## Дизайн
LT разрабатывался исключительно как дизельный двигатель, что исключает любые компромиссы, необходимые для конструкции, также предназначенной для работы на бензине. Двигатель разрабатывался в Лондоне. Проектные работы проводились немецкими специалистами по дизельному топливу Deutz, у которых были отношения с Ford по поставке двигателей на Ford Cargo.
Мощность двигателя составляет 40 кВт (54 л. с.) при 4800 об/мин. Коленвал имеет пять подшипников, а свечи накаливания были более быстрого типа внутрицилиндрового, что сокращало время предварительного нагрева до 7-12 секунд в зависимости от температуры наружного воздуха.